# Paul Virilio
Paul Virilio (Paris, França, 4 de janeiro de 1932 - 10 de setembro de 2018) foi um filósofo, urbanista francês, arquiteto, polemista, pesquisador e autor de vários livros sobre as tecnologias da comunicação

## Biografia
Define a era da informática como algo perigoso, já que nos leva à perda da noção da realidade, quebrando distâncias e territorialidades e ainda proporcionando uma quantidade absurda de informações.  Ele é caracterizado como um crítico que vê como negativas as implicações dos meios de comunicação de massa, apesar de não se considerar como tal, Virilio não considera a eliminação da internet e da cibernética, mas sugere que elas sejam utilizadas de forma civilizada. Para ele, estar na contramão das modas intelectuais é uma obrigação dos pensadores autônomos e engajados nas lutas por um mundo melhor. Ele relaciona a internet com a história e a cultura norte-americana, caracterizada por uma imposição ao mundo, um controle universal como o “big brother” previsto por George Orwell. Paul cita também o empobrecimento gerado pela concentração de dinheiro nas mãos de poucos e a automação que substitui o homem em quase todas as áreas. [carece de fontes?]
Paul Virilio é um democrata, crítico do neoliberalismo, do capitalismo, da globalização e do novo império da técnica em todas as suas formas, do ciberespaço à automação. “Velocidade” pode ser considerada a palavra-chave dos pensamentos de Virilio acerca da Cibercultura, pois, segundo ele, a realidade é definida por um mundo virtual, onde se pode estar em todos os lugares e ao mesmo tempo em nenhum, ou seja, não se tem mais a noção de tempo e espaço. Ele acredita que nós estamos vivendo a Era da “Dromologia” (dromos= corrida), em que a pressa dita o ritmo das mídias e se nega a reflexão e se intensifica a superficialidade.
Virilio afirma ainda que o teatro e a dança são as duas únicas linhas de resistência à virtualização: “Não há globalização sem virtualização. O teatro e a dança têm necessidade de apresentar o corpo. Então são as artes do corpo por excelência. É preciso preservá-las, se as deixarmos desaparecer na virtualização, se não preservarmos os corpos de atores e dançarinos, provaremos que as novas tecnologias são exterminadoras dos corpos não apenas através do desemprego, da miséria, mas também da referência à corporalidade, isto é, à própria teatralidade”.[carece de fontes?]
No livro Os Motores da História, Paul Virilio afirma que as inovações tecnológicas transformam, modificam, alteram o espaço geográfico em todas as escalas (local, nacional e global). Ao escrever sobre os motores da história, nos mostra como as inovações técnicas transformam as relações entre os indivíduos com a natureza em todas as escalas. Os motores a vapor, a explosão, o elétrico, o foguete e o da informática, contribuíram para uma “tecnicização do território”, tornando assim o espaço geográfico cada vez mais mecanizado com profundas alterações no modo de produzir, nas formas de circulação e de consumo do espaço. Podemos frisar que Paul Virilio diz que “O Homem sempre seguiu a lei do menor esforço”, sendo nítida esta tese de acordo com a evolução dos tempos, tal como facilitação da vida humana através da adaptação dos meios comunicativos.
- O primeiro motor

O motor a vapor, na ocasião de uma revolução da informação e da criação da primeira máquina, ou seja, da máquina que serviu à revolução industrial. Foi o motor a vapor que permitiu o trem e, portanto, a visão do mundo através do trem, a visão em desfile, que já é a visão do cinema. Cada motor modifica o quadro de produção de nossa história e também modifica a percepção e a informação.
- O segundo motor

o motor de explosão, propiciou o desenvolvimento do automóvel e do avião. Voando, o homem obteve uma informação e uma visão inéditas do mundo: a visão aérea. O motor de explosão possibilitou uma infinidade de máquinas, as máquinas-veículo e também toda uma série de máquinas de produção industrial.[carece de fontes?]
- O terceiro motor

O elétrico, deu origem à turbina e favoreceu a eletrificação, permitindo, por exemplo, uma visão da cidade à noite. Evidentemente ele favoreceu também o cinema. O cinema é uma arte do motor. Certamente as primeiras máquinas e câmeras foram manuais, mas sabemos que elas foram eletrificadas rapidamente. O desenvolvimento do cinema, que modificou a relação do homem com o mundo, está diretamente relacionado com a invenção do motor elétrico. [carece de fontes?]
- O quarto motor

É o motor-foguete que permitiu ao homem escapar da atração terrestre. Através dele temos os satélites que servem à transmissão do sistema de segurança. Satelizando os homens, ele permitiu a visão da Terra a partir de uma outra terra: a Lua.
Assim, cada motor modificou a informação sobre o mundo e nossa relação com ele. Eu creio que isto nunca foi dito.[carece de fontes?]
Nós esquecemos que a arte é sempre uma arte do motor. De uma certa maneira, as artes primitivas eram ligadas ao metabolismo, ou seja, ao pintor, ao escultor etc., mas desde que inventamos a máquina nós inventamos um meio diferente de perceber e de conceber o mundo. O último motor é o motor informático, é o motor à inferência lógica, aquele do software, que vai favorecer a digitalização da imagem e do som, assim como a realidade virtual. Ele vai modificar totalmente a relação com o real, na medida em que permite duplicar a realidade através de uma outra realidade, que é uma realidade imediata, funcionando em tempo real, live.[carece de fontes?]

## Comparação
Comparando Paul Virilio com outros autores renomados percebemos o quanto ele se enquadra na visão clássica de Umberto Eco com sua visão pessimista. É o caso de Pierre Lévy que vê a internet como algo universal e não totalitário, já que não impõe aos usuários o que acessar. Foi uma tecnologia que se impôs em 10 anos, comparando-se com a escrita que se consolidou em 1000 anos. Ele ainda afirma que quem não tem acesso a internet está de certa forma excluído do mundo, assim como quem não sabe escrever. Outro autor considerado otimista em relação novas mídias é Nicholas Negroponte, caracterizado por pensar sempre adiante do que vivemos e fala na possibilidade de reproduzir máquinas com a mesma capacidade de aprendizado do homem, algo extremamente futurista. Ele acredita que todo ser humano deve ter acesso à internet, já que a mesma é uma fonte muito rica em pesquisas. Sendo assim Nicholas Negroponte desenvolveu um projeto para que todos possam ter um notebook com acesso à rede mundial por um preço acessível, no caso, 100 dólares.

## Obras

### Publicados no Brasil
- Estética da desaparição. Contraponto, 2015.
- Guerra e Cinema. Boitempo, 2005.
- Estratégia da decepção. Estação Liberdade, 2000.
- A bomba informática.  Estação Liberdade, 1999.
- A arte do motor. Estação Liberdade, 1996.
- velocidade e politica. Estação Liberdade, 1996.
- A Máquina de Visão. José Olympio, 1994.
- O Espaço Crítico. Editora 34, 1993.

### Geral
- City of Panic. Oxford: Berg, 2005.
- The Accident of Art. New York: Semiotext(e), 2005.
- Negative Horizon: An Essay in Dromoscopy. London: Continuum, 2005.
- Art and Fear. London: Continuum, 2003.
- Unknown Quantity. New York: Thames and Hudson, 2003.
- Ground Zero. London: Verso, 2002.
- Desert Screen: War at the Speed of Light. London: Continuum, 2002.
- Crepuscular Dawn. New York: Semiotext(e), 2002.
- Virilio Live: Selected Interviews. Edited by John Armitage London: Sage, 2001.
- A Landscape of Events. Cambridge: MIT Press, 2000.
- The Information Bomb. London: Verso, 2000.
- Strategy of Deception. London: Verso, 2000.
- Politics of the Very Worst. New York: Semiotext(e), 1999.
- Polar Inertia. London: Sage, 1999.
- Open Sky. London: Verso, 1997.
- Pure War. New York: Semiotext(e), 1997.
- The Art of the Motor. Minneapolis: University of Minnesota Press, 1995.
- The Vision Machine. Bloomington: Indiana University Press, 1994.
- Bunker Archaeology. New York: Princeton Architectural Press, 1994.
- The Aesthetics of Disappearance. New York: Semiotext(e), 1991.
- Lost Dimension. New York: Semiotext(e), 1991.
- Popular Defense and Ecological Struggles. New York: Semiotext(e), 1990.
- War and Cinema: The Logistics of Perception. London: Verso, 1989.
- Speed and Politics: An Essay on Dromology. New York: Semiotext(e), 1977 [1986]